# Robert Comtesse

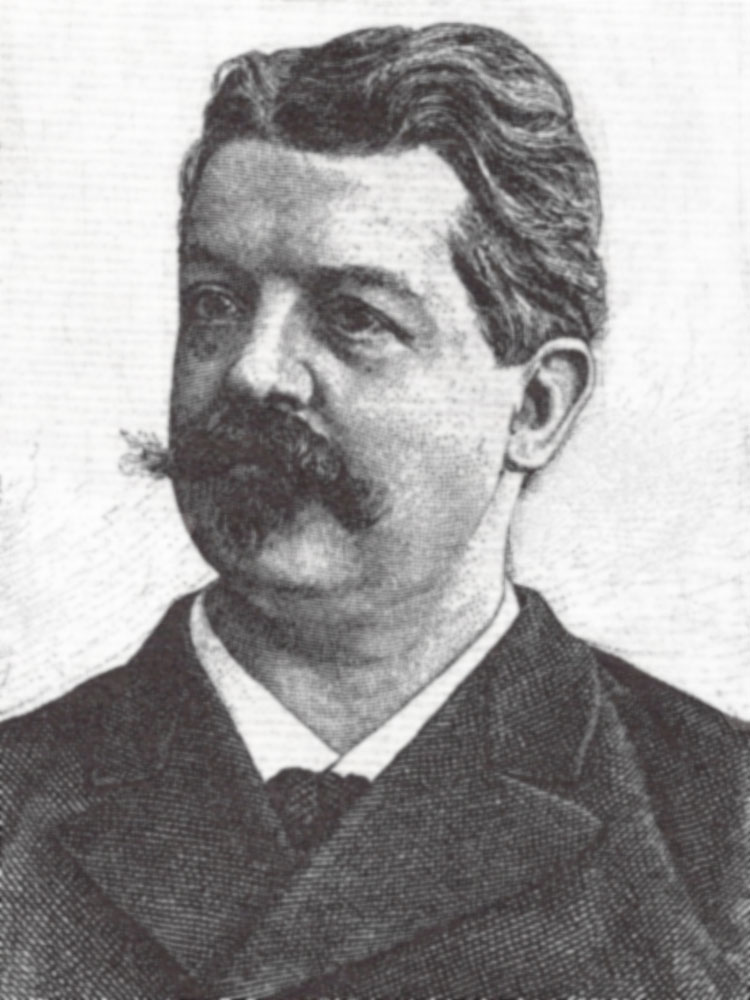
Robert Comtesse

Hugo-Robert Comtesse (* 14. August 1847 in Valangin; † 17. November 1922 in La Tour-de-Peilz, heimatberechtigt in La Sagne) war ein Schweizer Jurist und Politiker (FDP). Nach zweijähriger Tätigkeit als Untersuchungsrichter wurde er 1876 in den Staatsrat des Kantons Neuenburg gewählt. Ab 1883 vertrat er diesen Kanton auch im Nationalrat. Von 1900 bis 1912 gehörte er dem Bundesrat an. Als Finanzminister spielte er bei der Gründung der Schweizerischen Nationalbank eine entscheidende Rolle.

## Biografie

### Studium und Beruf

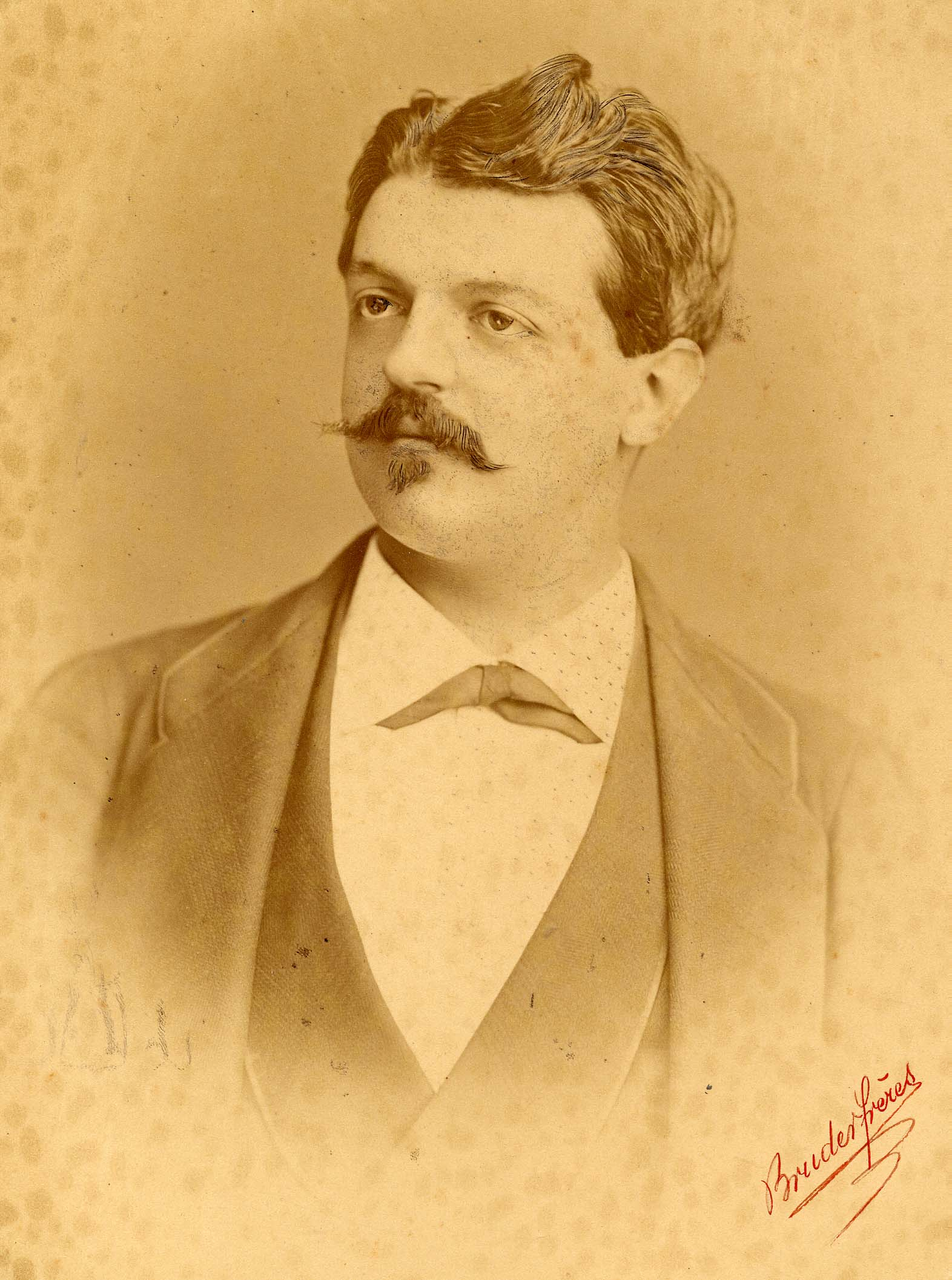
Robert Comtesse (ca. 1880)

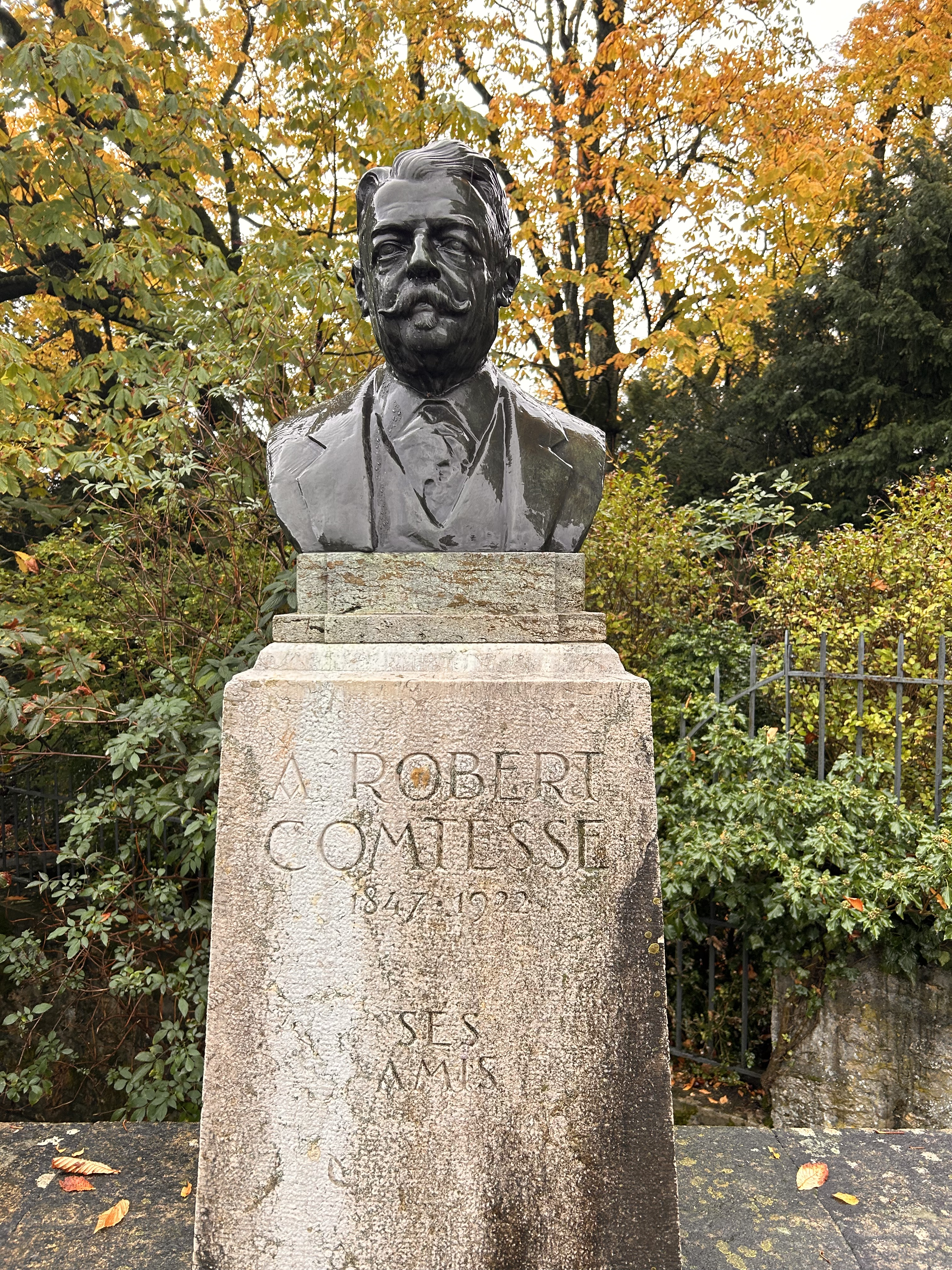
Büste beim Bahnhof Neuchâtel

Er war der Sohn des liberalen Notars und Friedensrichters Arnold Comtesse und von Marie-Eliza Cornu. Nachdem er in Neuchâtel das humanistische Gymnasium besucht hatte, studierte er Rechtswissenschaft an den Universitäten Heidelberg und Paris. Von 1869 bis 1874 arbeitete er als Rechtsanwalt in einer Gemeinschaftskanzlei in La Chaux-de-Fonds. 1873 gehörte Comtesse zu den Gründungsmitgliedern der Association démocratique libérale, doch bereits im darauf folgenden Jahr wechselte er vom liberalen Lager zu den weiter links stehenden Radikalen. Nicht zuletzt aufgrund des Parteiwechsels wählte ihn der Grosse Rat des Kantons Neuenburg 1874 zum Untersuchungsrichter; dieses Amt übte er während zwei Jahren aus.

### Kantons- und Bundespolitik
1876 folgte Comtesses Wahl in den Staatsrat, in welchem er die Nachfolge von Numa Droz antrat. Als Mitglied der Kantonsregierung leitete er zunächst das Polizeidepartement, ab 1877 das Departement des Inneren und schliesslich ab 1884 das neu geschaffene Landwirtschafts- und Industriedepartement. Unter anderem verfasste er ein neues Gemeindegesetz und traf zahlreiche Massnahmen zur Wahrung des sozialen Friedens. Dazu gehören die Einführung einer kantonalen Versicherungsgesellschaft und die Gründung der kantonalen Handels-, Industrie- und Arbeitskammer. Daneben gehörte er dem Vorstand mehrerer Landwirtschafts- und Industrieverbände an. Ebenfalls eine wichtige Rolle spielte er in der Schweizerischen Gemeinnützigen Gesellschaft, in der Bewegung der Pazifisten und in Organisationen, die sich für den Schutz der Armenier einsetzten.
Auch auf Bundesebene war Comtesse politisch aktiv und vertrat seinen Kanton ab 1883 im Nationalrat. 1894 amtierte er als Nationalratspräsident. Oft stellte er sich auf die Seite fortschrittlicher Sozialpolitiker wie Georges Favon und Ludwig Forrer. Bisweilen warf man ihm vor, sozialistisches Gedankengut zu vertreten, da er sich für die Schaffung von obligatorischen Gewerkschaften aussprach. Nach der Bekanntgabe des Rücktritts von Adrien Lachenal wurde Comtesse von seiner Partei zum Kandidaten für die Nachfolge im Bundesrat bestimmt. Die Wahl am 14. Dezember 1899 war völlig unbestritten und verlief unspektakulär: Comtesse erhielt im ersten Wahlgang 148 von 177 gültigen Stimmen, 29 Stimmen verteilten sich auf verschiedene Personen.

### Bundesrat

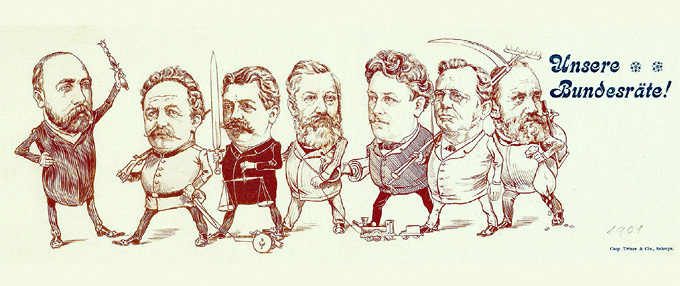
Karikatur der Schweizer Regierung im Jahre 1901: Bundespräsident Ernst Brenner und die Bundesräte Eduard Müller, Robert Comtesse, Josef Zemp Vize-Bundespräsident, Marc-Emile Ruchet, Adolf Deucher, Walter Hauser, von links nach rechts.

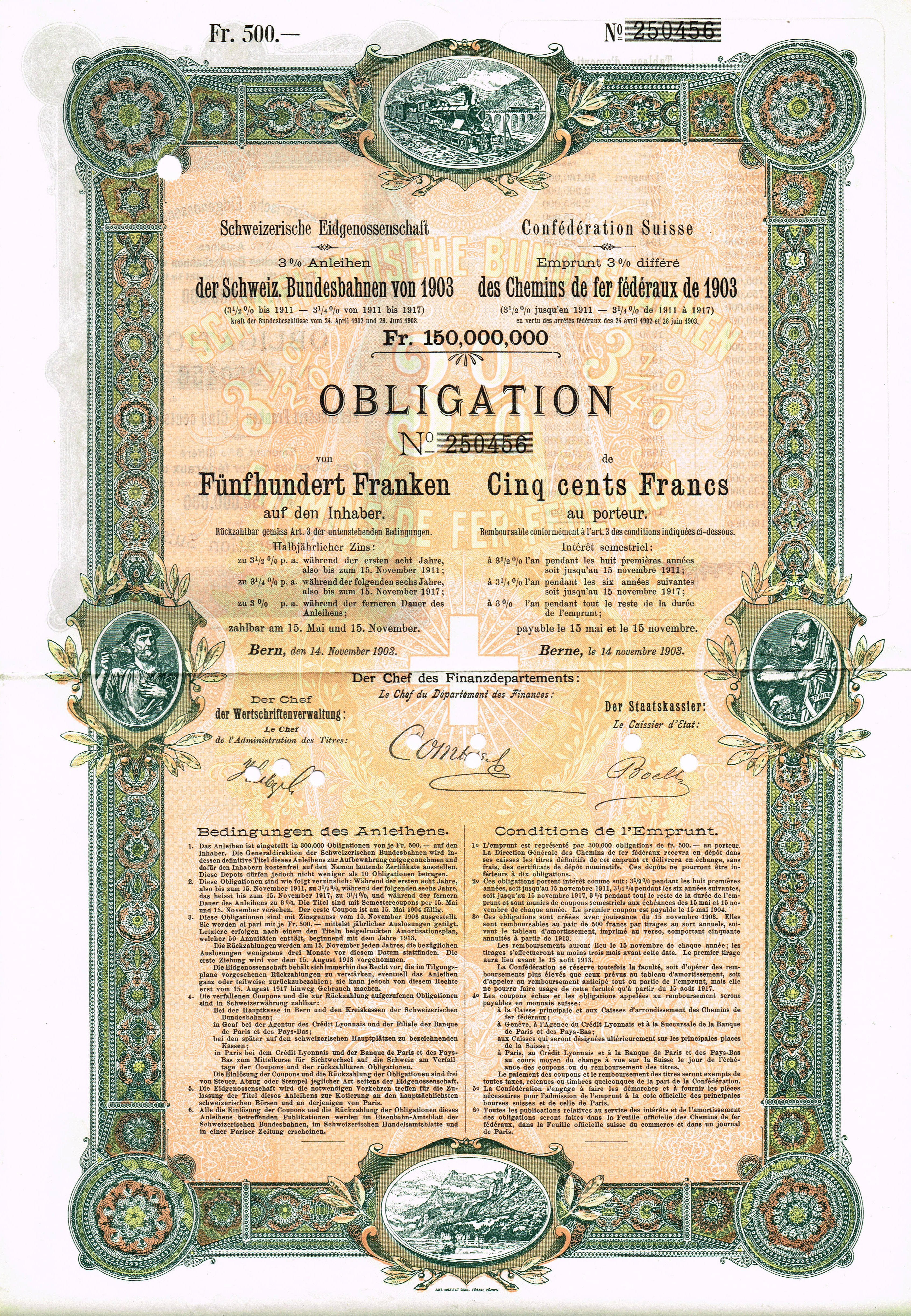
Obligation der SBB (Schweizerische Bundesbahnen) vom 14. November 1903 mit Unterschrift von Robert Comtesse als Chef des Finanzdepartements.

Zu Beginn des Jahres 1900 übernahm Comtesse die Leitung des Finanz- und Zolldepartements, 1901 wechselte er ins Justiz- und Polizeidepartement, 1902 ins Post- und Eisenbahndepartement. Mit Ausnahme der Jahre 1904 und 1910, in denen er als Bundespräsident turnusgemäss das Politische Departement führte, stand er von 1903 bis 1911 wiederum dem Finanz- und Zolldepartement vor.
Comtesse setzte in seinem ersten Amtsjahr Léopold Dubois, den Direktor der Neuenburger Kantonalbank, als Finanzdirektor der kurz vor der Gründung stehenden Schweizerischen Bundesbahnen ein. Bei der Schaffung der Schweizerischen Nationalbank spielte Comtesse eine wesentliche Rolle. Erste Anläufe waren 1897 und 1901 wegen des Streits zwischen Anhängern einer rein privaten Institution und Befürwortern einer Staatsbank unter alleiniger Aufsicht des Bundes gescheitert. Er selbst lehnte eine Staatsbank zwar ab, zeigte sich aber im Gegensatz zu seinem Vorgänger Walter Hauser kompromissbereit. Die von ihm als Finanzminister durchgesetzte Lösung war pragmatisch: An der neuen Institution waren die Kantone, die Kantonalbanken und Privatpersonen beteiligt, nicht aber der Bund. Die rechtliche Gründung erfolgte am 16. Januar 1906, der operative Betrieb wurde am 20. Juni 1907 aufgenommen. Comtesse lehnte das Angebot ab, zu einem der Generaldirektoren der Nationalbank ernannt zu werden.
Während seines ersten Präsidialjahres 1904 versuchte Comtesse, die diplomatische Tätigkeit der Schweiz zu verstärken. Geleitet von seiner pazifistischen Einstellung strebte er nach mehr internationalen Schiedsgerichten, um mit ihrer Hilfe künftigen Kriegen vorzubeugen. Er konnte durchsetzen, dass die Schweiz eine diplomatische Vertretung in Den Haag erhielt, um dort am Ständigen Schiedshof und bei anderen internationalen Organisationen präsent zu sein. 1910 empfing er den französischen Präsidenten Armand Fallières. Comtesse regte eine Verwaltungsreform an und forderte insbesondere eine Modernisierung des Politischen Departements. Seiner Ansicht nach verhinderte das damalige Rotationsprinzip die Kontinuität und professionelle Handhabung der immer wichtiger werdenden Aussenbeziehungen. Nachdem seine Forderungen zunächst auf Widerstand gestossen waren, wurden sie ab 1914 umgesetzt.
Grosse Probleme bereiteten die Bundesfinanzen. Der neue Zolltarif von 1902 führte zwar zu Mehreinnahmen, diese konnten aber bei weitem nicht mit den stark angestiegenen Ausgaben mithalten (besonders mit jenen im militärischen Bereich). Auf diese Weise vergrösserte sich das Defizit von Jahr zu Jahr. Comtesse warnte mehrmals vor der zunehmenden Instabilität der Bundesfinanzen und forderte zusätzliche Einnahmequellen, setzte aber keine konkreten Sparmassnahmen durch. Er versuchte lediglich, das militärische Ausgabenwachstum zu bremsen. Mehrmals kam es deswegen zu Auseinandersetzungen mit Verteidigungsminister Eduard Müller, der sich meistens durchsetzte. Die Parlamentarier kritisierten ab 1909 zunehmend die ihrer Ansicht nach konzeptlose Finanzpolitik. Die Neue Zürcher Zeitung bezeichnete Comtesse in der Berichterstattung über die Budgetberatungen als «unglaublich naiv». Nachdem die Finanzkommission des Ständerates am 20. November 1911 öffentlich einen neuen Finanzminister gefordert hatte, wechselte er am 14. Dezember wieder ins Post- und Eisenbahndepartement.

### Weitere Tätigkeiten
Am 4. März 1912 trat Comtesse zurück und übernahm die Leitung der internationalen Ämter für gewerblichen Rechtsschutz und für geistiges Eigentum. Politisch blieb er jedoch weiterhin aktiv. Während des Ersten Weltkriegs zeigte er offen Sympathien für die Kriegsgegner der Mittelmächte und rief zu einem Protest gegen die Invasion Belgiens auf. Den Krieg nannte er «blödsinnig und barbarisch», er sei einzig auf den «preussischen Imperialismus und Militarismus» zurückzuführen. Die Kriegsereignisse verstärkten seine pazifistischen Überzeugungen, aus diesem Grund war er überzeugter Anhänger des Beitritts der Schweiz zum Völkerbund. Ab 1920 präsidierte er die von ihm mitbegründete Schweizerische Vereinigung für den Völkerbund. Aus gesundheitlichen Gründen musste er 1921 seine Direktorenämter aufgeben.